# Kenneth Faried
Kenneth Bernard Faried Lewis (* 19. November 1989 in Newark, New Jersey) ist ein US-amerikanischer Basketballspieler.

## Karriere

### NCAA
Nachdem er als Schüler an der Technology High School in Newark gespielt hatte, wechselte Faried 2007 an die Morehead State University. Er erzielte in zwei Spielzeiten nacheinander, in seiner Sophomore-Saison (2008/09) und seiner Junior-Saison (2009/10) einen Wert von 13,0 Rebounds pro Spiel, womit er 2008/09 drittplatziert in dieser Statistik in der Liga war, 2009/10 sogar zweitplatziert. Seine Punktstatistiken dort waren ebenfalls in allen Saisons zweistellig. 2009 gewann er mit seinem Team das Ohio Valley Conference Tournament und wurde als bester Spieler ausgezeichnet. In seiner Senior-Saison wurde Faried ins Second All-American Team berufen. Er beendete seine Collegelaufbahn mit 1673 Rebounds, womit er die meisten Rebounds in der NCAA-Geschichte geholt hat.

### Profi
Faried wurde beim NBA-Draft-Verfahren 2011 an 22. Stelle durch die Denver Nuggets ausgewählt. In seiner ersten Saison beeindruckte er mit 10,2 Punkte und 7,7 Rebounds pro Spiel und traf 58,6 % aus dem Feld. Ebenso erreichte er mit den Nuggets die Play-offs. Zur Belohnung wurde er ins erste NBA All-Rookie Team berufen und Dritter bei der Wahl zum Rookie des Jahres. In seiner zweiten Spielzeit nahm er am BBVA Rising Stars Game teil. Er führte seine Auswahl mit 40 Punkten und 10 Rebounds zum Sieg und wurde anschließend zum MVP der Partie gewählt. Er erzielte im Saisonverlauf in 80 Einsätzen im Durchschnitt 13,7 Punkte und 8,6 Rebounds je Begegnung. Im Oktober 2014 verlängerte Faried seinen Vertrag bei den Nuggets um mehrere Jahre. Doch in den kommenden Jahren sanken seine Leistungen immer mehr. So kam er in der Saison 2017/18 mit 5,9 Punkten und 4,8 Rebounds pro Partie in nur 32 bestrittenen Saisonspielen auf seine bisher schwächste Saison. Im Zuge einer Spielertauschs wurde er im Sommer 2018 zusammen mit Darrell Arthur sowie gegen ein geschütztes Erstrundenauswahlrecht im Draft 2019 und ein weiteres in der zweiten Draftrunde im Jahr 2020 zu den Brooklyn Nets abgegeben, wofür Denver Isaiah Whitehead erhielt. Im Januar 2019 wurde er von diesen entlassen und anschließend von den Houston Rockets unter Vertrag genommen. Dort hinterließ er in 25 Einsätzen bis zum Ende der Saison 2018/19 einen guten Eindruck, als er 12,9 Punkte 8,2 Rebounds je Begegnung verbuchte, nach der Rückkehr des zuvor verletzten Schweizers Clint Capela aber weniger Einsatzzeit erhielt.
Im November 2019 unterschrieb Faried einen Vertrag bei der chinesischen Mannschaft Zhejiang Lions, Mitte Dezember 2019 kam es zur Trennung, nachdem der US-Amerikaner zuvor in sieben Spielen für Zhejiang im Schnitt 17,3 Punkte, 10 Rebounds und 2,4 Blocks verbucht hatte. Er blieb anschließend lange vereinslos. Im Herbst 2021 weilte er kurz bei der Mannschaft Leones de Ponce in Puerto Rico, Anfang Oktober 2021 nahm er einen zunächst auf zwei Monate begrenzten Vertrag der russischen Spitzenmannschaft PBK ZSKA Moskau an. Er kam für Moskau in elf Punktspielen zum Einsatz (vier in der VTB United League, sieben in der EuroLeague), in denen er einen Mittelwert von 2,3 Punkten je Begegnung erzielte. Mitte Dezember 2021 kam es zur Trennung. Ende desselben Monats wurde er von der Mannschaft Grand Rapids Gold (NBA G-League) unter Vertrag genommen.
Im November 2022 wurde Faried von den Austin Spurs verpflichtet, nach elf Spielen kam es im Dezember desselben Jahres zur Trennung. Er schloss sich dann den ebenfalls in der NBA G-League antretenden Capitanes de Ciudad de México an. Er bestritt 29 Spiele für die mexikanische Mannschaft und erzielte Mittelwerte von 13,8 Punkten sowie 11,1 Rebounds, ehe er für die Cangrejeros de Santurce (Puerto Rico) spielte.
Im Spieljahr 2023/24 lief Faried erneut für die Capitanes de Ciudad de México auf. Er spielte 2024 für die Leones de Ponce in Puerto Rico, dann für die Soles de Mexicali in Mexiko, Ende November 2024 wurde Faried von Pallacanestro Reggiana aus der italienischen Serie A verpflichtet. Bis Mai 2025 bestritt er in der Serie A 22 Spiele, in denen er im Durchschnitt 8 Punkte je Begegnung. Anschließend ging er wieder zu den Cangrejeros de Santurce nach Puerto Rico.

### Nationalmannschaft
Mit den USA wurde Faried im September 2014 Weltmeister. In neun WM-Spielen kam er auf einen Schnitt von 12,4 Punkten und 7,8 Rebounds.

## Persönliches
Faried ist Muslim und hat eine Tochter.